# Neutronenmikroskop
Ein Neutronenmikroskop ist ein Mikroskop, das nicht Licht, sondern Neutronen nutzt, um vergrößerte Abbildungen von Gegenständen zu erzeugen.
Das Konzept des Neutronenmikroskops wurde Anfang der 1980er Jahre entworfen. Damals wurden erst die technischen Voraussetzungen für die Ablenkung und Speicherung von Neutronen geschaffen, die für den Aufbau eines solchen Mikroskops notwendig sind. Das erste funktionierende Neutronenmikroskop wurde 2013 gemeinsam vom MIT und der NASA erfunden.
Neutronen bieten gegenüber derzeit eingesetzten Methoden, wie dem Elektronenmikroskop, einige einzigartige Vorteile. So wechselwirken Neutronen sehr stark mit Wasserstoff. Zusammen mit der Eigenschaft, leicht organisches Material zu durchdringen, könnte dies gerade in der Biologie, wo die zu untersuchenden Proben hohe Anteile von Wasser und Kohlenwasserstoffen aufweisen, neue Untersuchungsmethoden eröffnen.

## Aufbau
Ähnlich wie bei herkömmlichen Mikroskopen versucht man durch (Neutronen-)Linsen einen Strahl aus Neutronen auf der Probe zu fokussieren und die Wechselwirkungen mit der Probe zu detektieren. Da ein Neutron völlig anders mit der restlichen Materie wechselwirkt als Photonen oder Elektronen, werden dafür beim Neutronenmikroskop zum Teil grundverschiedene Techniken und Materialsysteme eingesetzt.
So dürfen die eingesetzten Neutronen nur eine geringe thermische Energie besitzen (ca. 2 · 10−7 eV) – im englischen auch ultra-cold neutrons (UCN) genannt.
Derartige Neutronen zeigen unter flachen Einfallswinkeln Totalreflexion an Oberflächen, außerdem lassen sie sich in magnetischen Fallen ausreichend lange speichern; ausreichend bedeutet hierbei eine Dauer im Bereich der Halbwertszeit der Neutronen. Als freies Teilchen zerfällt das Neutron mit einer Halbwertszeit von 611 Sekunden in ein Proton, ein Elektron und ein Neutrino.
Die Auflösung eines Lichtmikroskops wird durch die Wellenlänge der benutzten elektromagnetischen Strahlung begrenzt. Wie bei Elektronen kann auch Neutronen eine sogenannte Materiewellenlänge zugeordnet werden. Aufgrund der deutlich höheren Masse ist die Wellenlänge einer solchen Materiewelle bei Neutronen deutlich kürzer als bei Elektronen. Während bei optischen Mikroskopen (max. 200 nm) die Auflösung tatsächlich nahezu die von der Lichtwellenlänge gesetzte physikalische Grenze erreicht, verschlechtern bei Neutronenmikroskopen die Abbildungsfehler der Bauteile die nutzbare Auflösung (theoretisch 1 nm); die Vergrößerung derzeitiger Versuchsanlagen ist noch sehr gering (22,5fach).